# Namdev

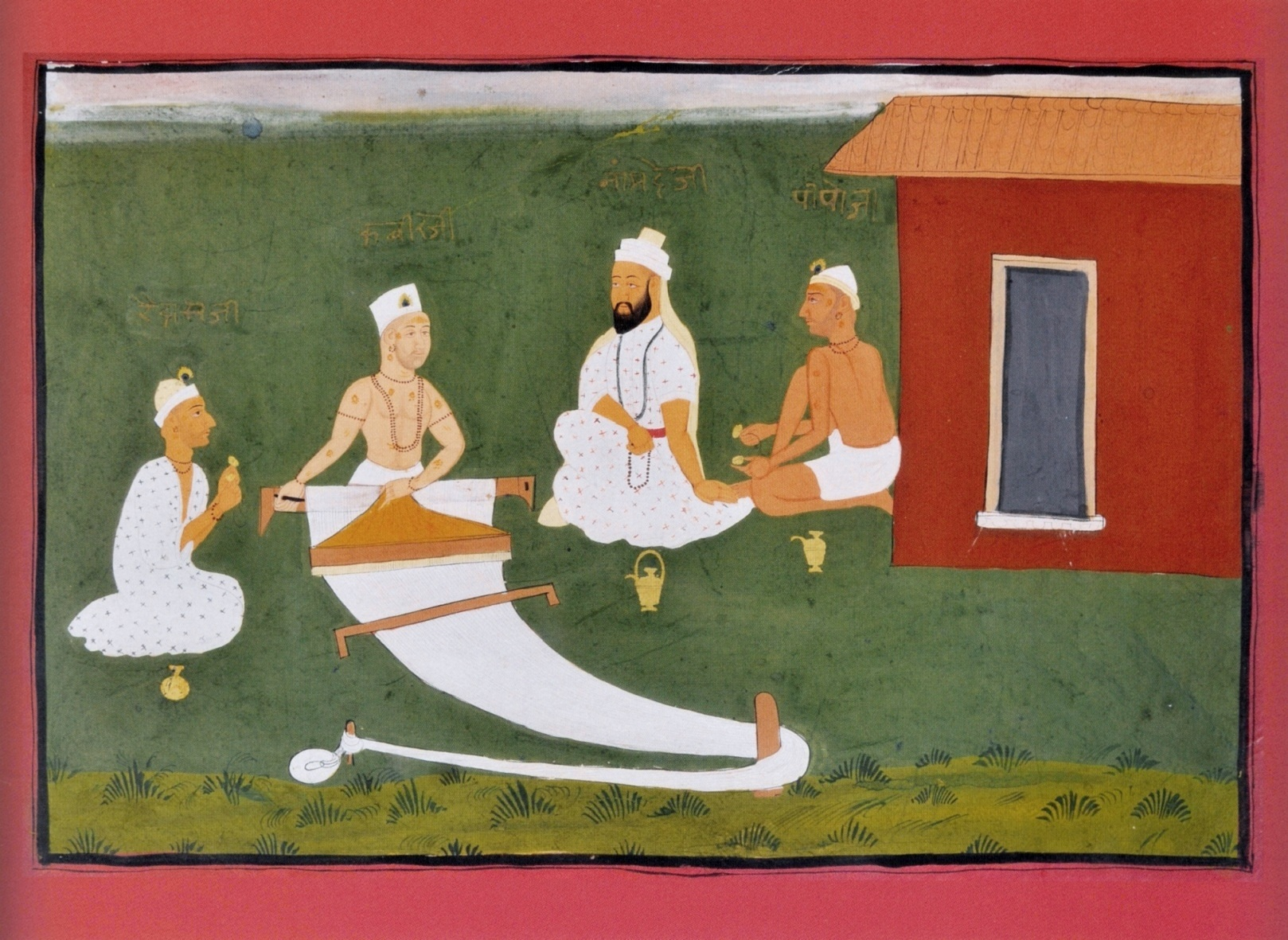
Namdev (2^{e} depuis la droite) avec trois sant du sikhisme : Kabir (derrière le métier à tisser) Raidas et Pipaji. Jaipur. Début du XIXe siècle, National Museum, New Delhi.

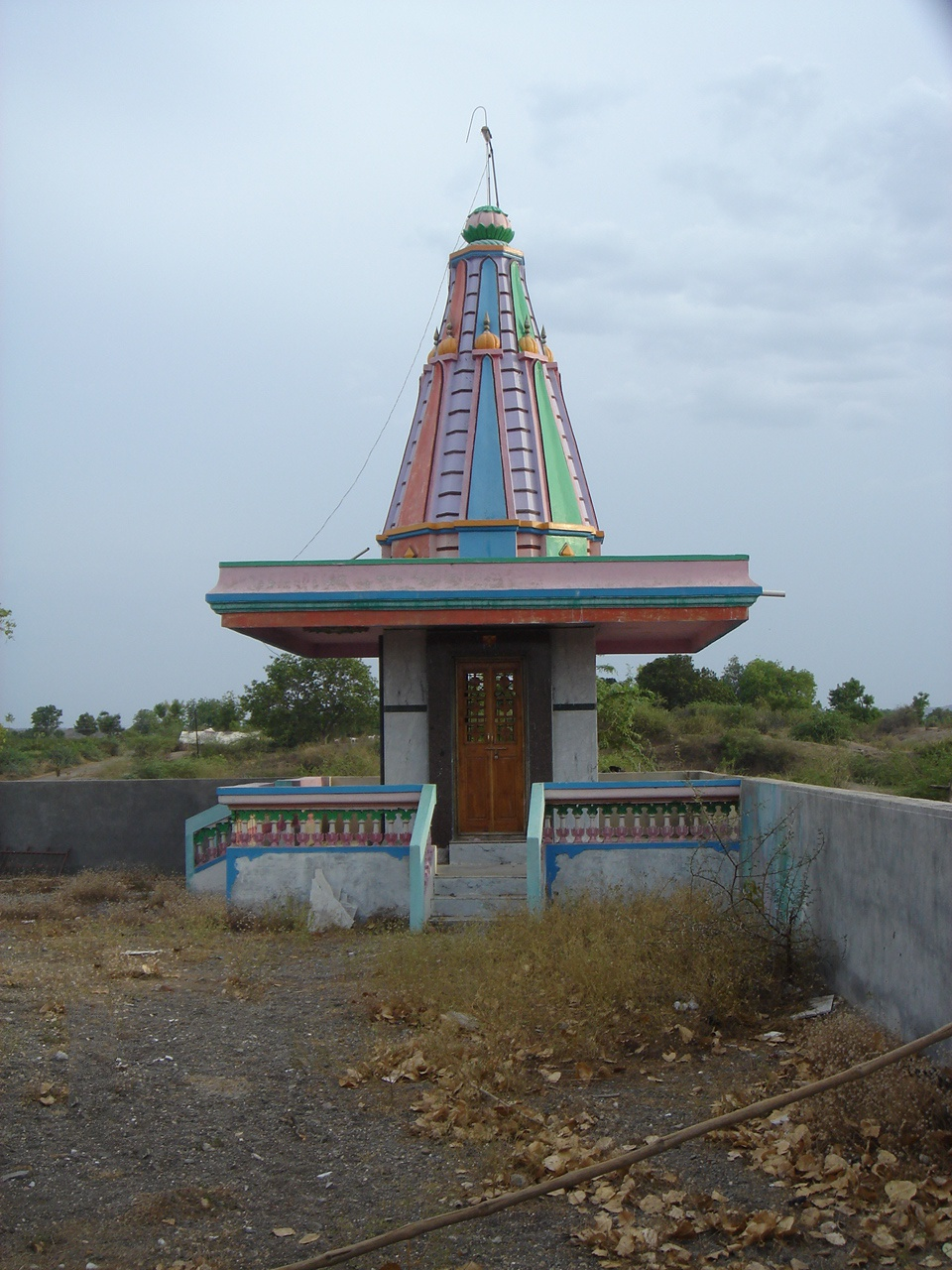
Temple de la communauté des dédié à Namdev à (Maharashtra).

Namdev (ou Namdeva) (1270 (?) - 1350 (?)) est un poète d'expression marathi qui vécut au Maharashtra. Relevant du courant de la bhakti, c'est aussi un sant de premier plan. Il relève de la lignée hindoue Varkari (en)).
Il est un des auteurs dont les textes ont été repris dans le livre saint des sikhs, le Guru Granth Sahib.   

## Biographie
Namdev était tailleur ou imprimeur de calicot ; il est généralement considéré comme saint, en Inde du nord. Il a beaucoup écrit en marathi et en hindi. 1270 est souvent donné comme année de sa naissance, mais sa durée de vie reste incertaine ; il serait né à Gonabai ; il aurait migré au Penjab pour y vivre à Ghuman dans le district de Gurdaspur. Comme bhagat, il a composé soixante et une louanges qui sont incluses dans l'Adi Granth ; ses versets parlent de l'Un, Seigneur Suprême. Dans les sections adéquates du livre sacré des sikhs, le Guru Granth Sahib qui contient l'Adi Granth, ses prières arrivent en troisième derrière Kabir et Cheikh Farid. Il serait mort en 1350. Il avait beaucoup de fidèles au Punjab, et ses écrits, plus de deux cents hymnes sont collectés dans le livre Namdevachi Gatha.